# Independente Atlético Clube
L'Independente Atlético Clube, noto anche semplicemente come Independente, è una società calcistica brasiliana con sede nella città di Tucuruí, nello stato del Pará.

## Storia
Il club è stato fondato il 28 novembre 1972. Il club ha vinto il Campeonato Paraense Segunda Divisão nel 2009, e il Campionato Paraense nel 2011, dopo aver sconfitto il Paysandu in finale ai calci di rigore, dopo che la partita ai tempi regolamentari è terminata 3-3. Ha partecipato al Campeonato Brasileiro Série D nel 2011, dove è stato sconfitto ai quarti di finali dal Cuiabá 2-0 e 4-2.

## Palmarès

### Competizioni statali
- Campionato Paraense: 1

2011
- Campeonato Paraense Segunda Divisão: 2

2009, 2024